# Xã Irvine, Quận Benson, Bắc Dakota
Xã Irvine (tiếng Anh: Irvine Township) là một xã thuộc quận Benson, tiểu bang Bắc Dakota, Hoa Kỳ. Năm 2010, dân số của xã này là 16 người.